# Filière Sibiril
Pour les articles homonymes, voir Sibiril (homonymie).
Lors de la Seconde Guerre mondiale, la filière Sibiril est un réseau d’évasion breton, situé à Carantec dans le Léon. Bien que peu connue, cette filière a permis l’évasion de 197 personnes vers l’Angleterre et ne compte aucun échec.

## Histoire du chantier
Selon Jean-Pierre Le Goff, son actuel propriétaire, l'histoire du chantier naval Sibiril de Carantec débute à Pors Trez en 1790. L'une des premières mentions de son existence remonte au début de la Révolution française. Le site aurait été fondé par un groupe de sculpteurs et charpentiers inactifs faute d'ordres de la noblesse et du clergé. Avec la disparition de l'évêché de Saint-Pol-de-Léon et l'émigration des aristocrates, les artisans locaux ont perdu leurs marchés traditionnels, comme la réparation d'églises. Ils décident alors de se convertir à la construction de bateaux de pêche. De plus, sous l'Ancien Régime, il existait déjà de nombreux ponts entre les métiers de la menuiserie, et de nombreux charpentiers ou charpentiers de marine fabriquaient également des meubles ou des bâtis de bâtiments en période d'inactivité.
Quelques décennies plus tard, à la fin du XIXe siècle, la construction navale se développe fortement dans toute la baie de Morlaix. La pêche et la navigation sont intenses, tout comme la récolte des algues. Alain Sibiril s'installe à Varquez en 1890. Il dirige son entreprise jusqu'en 1927, date à laquelle son fils Ernest prend la relève. Le chantier naval trouve plus tard de nouveaux débouchés avec les débuts de la navigation sur le canal. A l'embouchure de la baie de Morlaix, Carantec devient une station familiale, prisée par l'élite morlaisienne qui s'adonne aux joies de la voile. La construction d'une voie ferrée a augmenté le nombre de visiteurs dans le village de pêcheurs : de nombreux hôtels ont été construits et des installations de loisirs ont été créées. Plusieurs chantiers navals, comme ceux de Moguérou - acquis par Jézéquel en 1952 (CM 10) - ou de Sibiril, proposent des canoës ou des petits bateaux polyvalents pour la pêche et la plaisance.

## Premières évasions en nord Finistère
Au cours de la seconde guerre mondiale, dans la France occupée, plusieurs réseaux d’évasion se mettent en place.
Dès juin 1940, des patrons pêcheurs bretons organisent des traversées vers Jersey – avant que l’île ne soit occupée – puis vers l’Angleterre. Très risquées, ces liaisons transmanche permettent de faciliter les contacts avec les services secrets britanniques, de transporter des volontaires pour les Forces Françaises Libres et d’évacuer agents et pilotes alliés. L’un des premiers et des plus efficaces de ces réseaux d’évasion se met en place à Carantec. Le chantier de construction navale Sibiril, dirigé par Ernest Sibiril, se retrouve alors au cœur d’une incroyable épopée, au point de devenir l’un des hauts lieux de la Résistance en Bretagne Nord.
Les évasions s’organisent donc à l'insu de l’Occupant. En effet, le littoral nord-finistérien est classé « zone interdite » par les allemands. De nombreux blockhaus munis de canons sont construits et des postes de guet équipés de mitrailleuses, mis en place. Les passages donnant accès à la mer, par ailleurs minés, sont particulièrement surveillés. Enfin, un contrôle strict  a été instauré sur les activités de pêche avec fichage de tous les bateaux navigants ou désarmés.

## La création du réseau d'évasion
Dès juillet 1940, Jacques Guéguen, un ami d'Ernest Sibiril âgé de 70 ans, amène à bord de son cotre (petit voilier rapide facile à manœuvrer) « Le Pourquoi pas ? », des militaires britanniques jusqu'à Forwey en Angleterre. Il fait quatre allers-retours avant que le moteur ne lâche. Le chantier Sibiril répare alors le bateau.
En septembre 1941, Jacques Guéguen rencontre, au large de l’île de Batz, des agents du Secret Intelligence Service (SIS) de Londres. Ensemble, ils mettent en place la filière d’évasion de Carantec. Celle-ci fonctionne au sein du réseau Alliance chargé de regrouper et de cacher les agents alliés et une partie des aviateurs abattus au-dessus de la France et de la Belgique. Les candidats au départ sont ensuite convoyés jusqu’en Bretagne, à nouveau cachés, parfois dans la maison des Sibiril, puis embarqués discrètement en pleine nuit.
Début 1942, Guéguen est arrêté, puis relâché. Le 3 février, il se rend chez Ernest Sibiril au lieu de répondre à une convocation des Allemands. Ce dernier exfiltre son ami quelques jours plus tard, à bord du cotre l'André. Cette évasion sera la première des quinze réussies par le réseau Sibiril, malgré les multiples contrôles des Allemands.

### Réparation des épaves avec des moteurs de voitures
Pour échapper aux contrôles, après quatre exfiltrations réussies, Ernest Sibiril décide de récupérer des épaves sorties des registres maritimes. Il remet ainsi  clandestinement ces épaves en état et pour les propulser, il récupère et adapte d’anciens moteurs d’automobiles. Pour chaque départ, les volontaires payaient leur  part pour la restauration du bateau. Chaque bateau peut embarquer jusqu’à trente personnes sous la conduite d’un skipper.

## Les départs
Le départ doit se faire durant une nuit sans lune, avec la marée haute vers 23h pour profiter du courant. Le bateau est sortie de la baie de  La Penzé à l’aviron pendant 1 mille, puis à la voile et enfin au moteur, après s’être suffisamment éloigné de la côte (5 à 6 km) pour éviter d’attirer l’attention des Allemands. Pour sortir de la baie, le bateau est dirigé par un pilote, comme Louis Leven ou un des frères Le Ven, qui le guide parmi les nombreux rochers. Parvenu au-delà des hauts fonds et écueils, le pilote abandonne les volontaires et utilisant un petit canot, il regagne l’île Callot à la rame. La traversée dure ensuite entre vingt et trente heures.

## Les membres de la filière Sibiril
- Ernest Sibiril, né le 23 juin 1899, patron du chantier qui porte le nom de sa famille,

- son père Alain, son épouse Louise et leur fils Alain âgé de 12 ans en 1942

- sa sœur et son mari, les Caroff

- son frère Léon

- son cousin, Jean-Louis Jacq  et l’employé de celui-ci Eugène Le Saout

- ses employés François Bernard et François Scouarnec et certains de ses amis dont des marins pêcheurs de l’île Callot :

- Les quatre frères Le Ven

- Jacques Cadoret

- et Jean-François Le Coz et son épouse[3]

## Un exemple d'évasion
Le 29 mai 1943 a lieu le départ simultané de deux cotres, le Kermor et le Météor. Ces deux bateaux emportent au total 25 personnes vers l'Angleterre.
À bord du Météor, en plus du barreur Yvan Clech et du skipper Émile Léon, sont présents douze personnes dont quatre Saint-Cyriens : Louis de Guibert, André Faury, Pierre Saindrenan et Christian de Truchis de Varennes. Le 31 mai, à l’aube, après une traversée éprouvante, les deux bateaux arrivent à Plymouth. Deux jours plus tard, on diffuse ce message codé afin de rassurer les familles : « Trois Saint-Cyriens sont sortis de l’enfer ».
Par la suite, les quatre Saint-Cyriens, à leur demande, embarquent le 12 août à Liverpool pour Alger, les autres volontaires recevant diverses affectations au sein des FFL (Forces Françaises Libres). Christian de Truchis de Varennes, par exemple, intègre le 12ème régiment de chasseurs d’Afrique au sein de la 2ème DB (division blindée). Il débarque avec son unité en Normandie le 1er août 1944, puis participe à la libération de Paris le 25 août, celle de Strasbourg le 23 novembre, puis à la réduction de la poche de Royan le 18 avril 1945 avant de prendre le nid d’aigle d’Hitler à Berchtesgaden le 5 mai 1945.

### Autres anecdotes
Parmi les 177 commandos franco-britanniques de Kieffer à débarquer le 6 juin 1944 devant Ouistreham, sept d’entre eux sont partis de Carantec.v sur le petit chalutier "L'Yvonne". Outre ces futurs membres du commando Kieffer, il y avait également Réginald SMITH, exfiltré par Paul CAMPINCHI et son équipe de Paris. Après cette opération réussie, ce fut probablement le bulletin de naissance de ce qui allait s'appeler, bien plus tard, le réseau Shelburn. ( livre "L'incroyable histoire du réseau Shelburn" aux éditions Coop-Breizh.).

## Hommages
En 1950, le général de Gaulle vient visiter les chantiers de Carantec.
Le 4 septembre 1966 à Carantec, a lieu l'inauguration d'un monument dédié à Ernest Sibiril.

## Sources
- Roger Huguen, Chantier d'évasions : Carantec, 1940-1944, réseau Sibiril-alliance, Coop Breizh, 2005 (ISBN 2-84346-246-0 et 978-2-84346-246-7, OCLC 62363837, lire en ligne)